# Терентьев, Юрий Павлович
Юрий Павлович Терентьев (27 января 1925, г. Балашов, Саратовская область, CCСР — 1 января 1996, г. Киев, Украина) — советский военный деятель, командующий 6-й гвардейской танковой армией Киевского военного округа, генерал-лейтенант танковых войск. Депутат Верховного Совета УССР 9-10-го созывов.

## Биография
В Красной Армии с 1943 года, призван Балашовским районным военным комиссариатом Саратовской области РСФСР.
Направлен на учебу во 2-е Киевское училище самоходной артиллерии, находившееся в то время в пригороде Саратова, в последующем это училище было реорганизовано в Киевское высшее общевойсковое командное Краснознаменное училище имени М. В. Фрунзе.
Участник Великой Отечественной войны с января 1944 года. Командовал самоходной установкой СУ-85, был командиром танковой роты 1495-го самоходного артиллерийского полка. Воевал на Ленинградском и 2-м Белорусском фронтах.
В период боевых действий, по данным Наградных листов, экипажем его боевой машины были уничтожены танк Т-IV (PzKpfw IV), самоходная артиллерийская установка, 8 противотанковых орудий, батарея 105 мм орудий, зенитная батарея, минометная батарея, большое количество другой техники и живой силы противника.
Член ВКП(б) с 1945 года.
После войны продолжил службу в Советской Армии.
Окончил Академию бронетанковых войск Советской Армии.
С марта 1966 по сентябрь 1968 начальник штаба 10-й гвардейской танковой дивизии.
С сентября 1968 по июль 1970 командир 41-й гвардейской танковой дивизии Краснознаменного Киевского военного округа.
Окончил Военную академию Генерального штаба Вооруженных Сил СССР.
C августа 1972 по август 1973 начальник штаба 6-й гвардейской танковой армии Краснознаменного Киевского военного округа.
С августа 1973 по сентябрь 1977 командующий 6-й гвардейской танковой армией Краснознаменного Киевского военного округа.
С сентября 1977 по март 1981 1-й заместитель командующего войсками Краснознаменного Киевского военного округа.
С 1981 по 1986 начальник группы военных специалистов в г Лейпциг, ГДР.
С января 1994 года профессор кафедры Стратегии Академии Вооруженных Сил Украины (Національний університет оборони України імені Івана Черняховського). Автор 14 научных работ. За активную научную деятельность присвоено ученое звание «доцент» по специальности «Стратегия».
Похоронен на Лукьяновском военном кладбище в г. Киеве.

## Звания
- генерал-майор танковых войск (29.04.1970)[1]
- генерал-лейтенант танковых войск (25.04.1975)

## Награды
- орден Красной Звезды (1944)
- орден Отечественной войны 2-й ст. (1945)
- орден Отечественной войны 2-й ст. (1945)
- орден Красной Звезды (1945)
- орден За службу Родине в Вооружённых Силах СССР 3-й ст. (1975)
- орден Красной Звезды (1982)
- орден Отечественной войны 1-й ст. (1985)
- 16 медалей
- 4 награды иностранных государств
- Почетная грамота Президиума Верховного Совета УССР